# Peguerinos
Peguerinos è un comune spagnolo di 287 abitanti situato nella comunità autonoma di Castiglia e León.

## Storia

### Simboli
Lo stemma è stato approvato con decreto della Presidencia de la Diputación Provincial de Avila del 6 ottobre 1998.